# حنة (اسم)
حنَّة هو اسم مؤنث من أصل ساميّ.

## المعنى
يأتي هذا الاسم من الجذر حنّ.
في الكتاب المقدس امرأتان اسمهما حنّة:
- حنة أم صموئيل النبي وردت في سفر صموئيل الأول
- حنة النبية أرملة ونبية عمرها 84 سنة وردت في إنجيل لوقا.